# Катакази, Константин Антонович
Константин Антонович Катакази (1775 — после 1839) — сенатор, действительный тайный советник, бессарабский гражданский губернатор в 1817—1825 годах.

## Биография
Родился в семье Антона Катакази — фанариота из рода Катакази, эмигрировавшего с сыновьями в Россию в 1807 году.
С 1817 по 1825 бессарабский гражданский губернатор, активно поддерживал греческую революционную организацию Филики Этерия.
В 1821, когда А. С. Пушкин был в Кишинёве, он часто общался с семейством Катакази. Сохранились зарисовки Константина Антоновича Катакази, выполненные Пушкиным. С посещением дома Катакази связаны строки Пушкина «Раззевавшись от обедни, К Катакази еду в дом», рисующие в сатирических тонах местное барское общество (1821).

## Семья
Брат — Гавриил Антонович (1794—1867) — русский дипломат, действительный тайный советник, «апостол» тайной греческой революционной организации Филики Этерия. Сестра — Тарсис Антоновна.
Жена — Екатерина Константиновна Ипсиланти (1792—1835), дочь Константина Ипсиланти — господаря Молдовы в 1799—1802. Дети:
- Елена (1814—05.02.1867) — воспитанница Смольного института, жена генерала Константина Романовича Семякина (1802—1867).
- Константин (1817—1887), жена Екатерина Гика (1821—1857).
- Аглая — муж Скарлат Маврокордато
- Михаил (1823—1891) — российский государственный деятель, сенатор, действительный тайный советник.